# Saison 2016 de l'équipe cycliste Superano Ham-Isorex
La saison 2016 de l'équipe cycliste Superano Ham-Isorex est la douzième de cette équipe.

## Préparation de la saison 2016

### Arrivées et départs
| Arrivées             | Équipe 2015                   |
| -------------------- | ----------------------------- |
| Dillon Byrne         | Champion System VCUK Racing   |
| Alexander Cools      | Vastgoedservice-Golden Palace |
| Mathias Depypere     | Atom 6-Tops Antiek            |
| Gorik Gardeyn        | Veranclassic-Ekoï             |
| Ruben Geerinckx      | Baguet-MIBA Poorten-Indulek   |
| Andrew Leigh         | XELtextiel-VDB Steenhouwerij  |
| Alessandro Soenens   | BCV Works-Soenens             |
| Joren Touquet        | Verandas Willems              |
| Ingmar Uytdewilligen | Zemst VZW                     |
| Gosse van der Meer   | Habitat Mountainbike (VTT)    |
| Jens Vandenbogaerde  | An Post-ChainReaction         |
| Kevin Verwaest       | Asfra Racing Oudenaarde       |

| Départs             | Équipe 2016              |
| ------------------- | ------------------------ |
| Kevin Claeys        | Douchy-Thalassa Oostende |
| Vincent De Boeck    |                          |
| Jeroen Goeleven     |                          |
| Egidijus Juodvalkis | retraite                 |
| Aron Kremer         |                          |
| Rick Ottema         | Baby-Dump                |
| Stein Van Couter    |                          |
| Glenn Van De Maele  | Asfra Racing Oudenaarde  |
| Nick van der Meer   |                          |
| Thomas Van Opsta    | retraite                 |
| Bryan Verdoolaeghe  | Tops Antiek-Atom 6       |

## Coureurs et encadrement technique

### Effectif
| Cycliste                | Date de naissance | Nationalité | Équipe 2015                   |  |
| ----------------------- | ----------------- | ----------- | ----------------------------- |  |
| Vinnie Braet            | 12 août 1991      | Belgique    | Superano Ham-Isorex           |  |
| Dillon Byrne            | 27 octobre 1990   | Royaume-Uni | Champion System VCUK Racing   |  |
| Alexander Cools         | 13 avril 1994     | Belgique    | Vastgoedservice-Golden Palace |  |
| Jonas Degroote          | 17 octobre 1995   | Belgique    | Superano Ham-Isorex           |  |
| Mathias Depypere        | 31 décembre 1994  | Belgique    | Atom 6-Tops Antiek            |  |
| Jelle Donders           | 18 juin 1993      | Belgique    | Superano Ham-Isorex           |  |
| Gorik Gardeyn           | 17 mars 1980      | Belgique    | Veranclassic-Ekoï             |  |
| Ruben Geerinckx         | 22 octobre 1993   | Belgique    | Baguet-MIBA Poorten-Indulek   |  |
| Andrew Leigh            | 16 mars 1995      | Royaume-Uni | XELtextiel-VDB Steenhouwerij  |  |
| Jelle Mannaerts         | 14 octobre 1991   | Belgique    | Superano Ham-Isorex           |  |
| Alessandro Soenens      | 1er décembre 1993 | Belgique    | BCV Works-Soenens             |  |
| Kevin Suarez            | 17 octobre 1989   | Belgique    | Superano Ham-Isorex           |  |
| Joren Touquet           | 28 janvier 1993   | Belgique    | Verandas Willems              |  |
| Ingmar Uytdewilligen    | 8 octobre 1991    | Belgique    | Zemst VZW                     |  |
| Gosse van der Meer      | 24 juin 1995      | Pays-Bas    | Habitat Mountainbike (VTT)    |  |
| Kenneth Van Compernolle | 30 mars 1988      | Belgique    | Superano Ham-Isorex           |  |
| Jens Vandenbogaerde     | 6 janvier 1992    | Belgique    | An Post-ChainReaction         |  |
| Quincy Vens             | 29 avril 1986     | Belgique    | Superano Ham-Isorex           |  |
| Kevin Verwaest          | 6 janvier 1989    | Belgique    | Asfra Racing Oudenaarde       |  |
| Stagiaire               | Date de naissance | Nationalité | Équipe 2016                   |  |
| Ciske Aneca             | 10 août 1994      | Belgique    | ESEG Douai-Origine Cycles     |  |
| Jorden Bothuyne         | 18 février 1996   | Belgique    | Home Solution-Anmapa-Soenens  |  |

Portraits
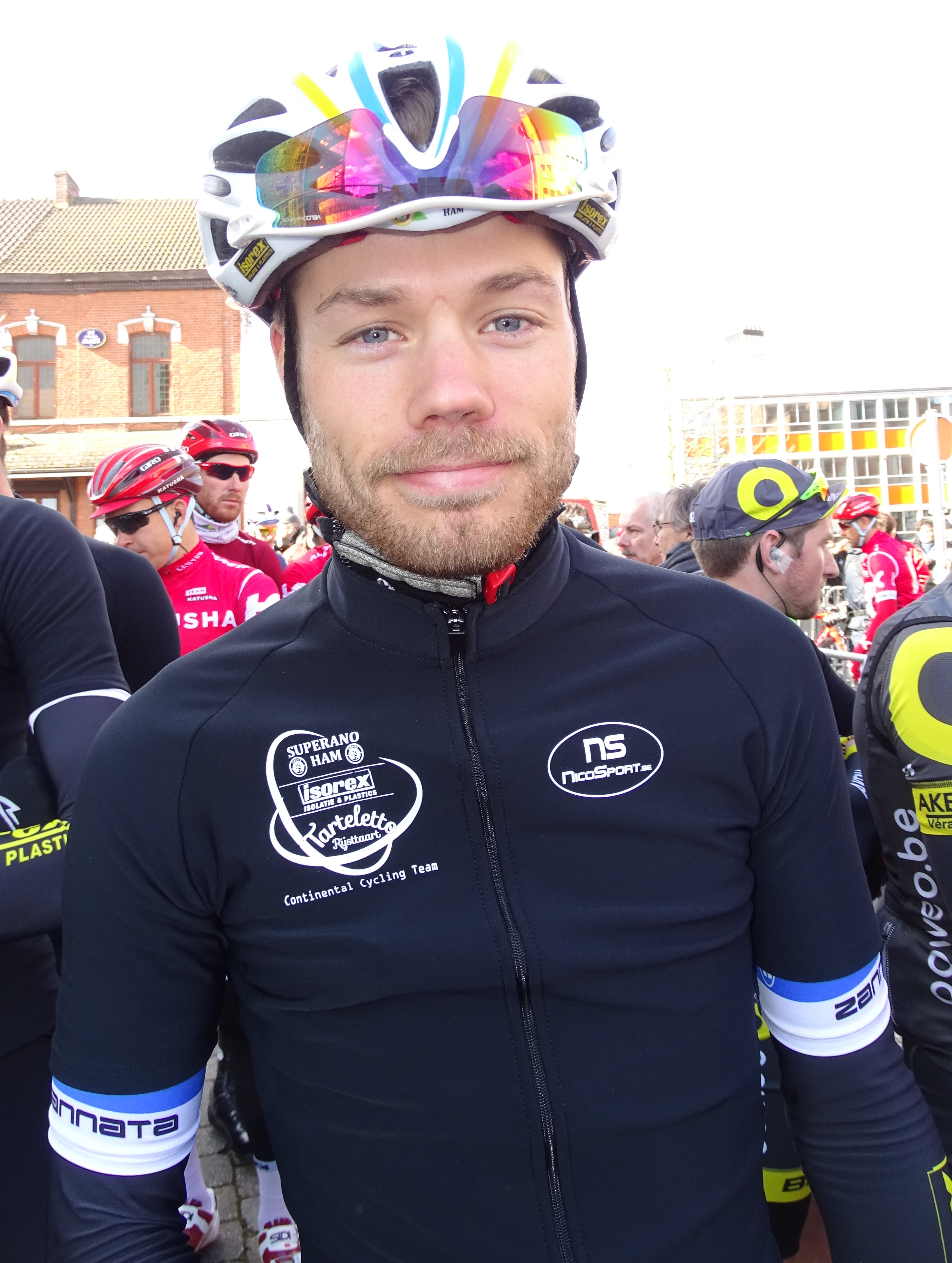
Dillon Byrne.
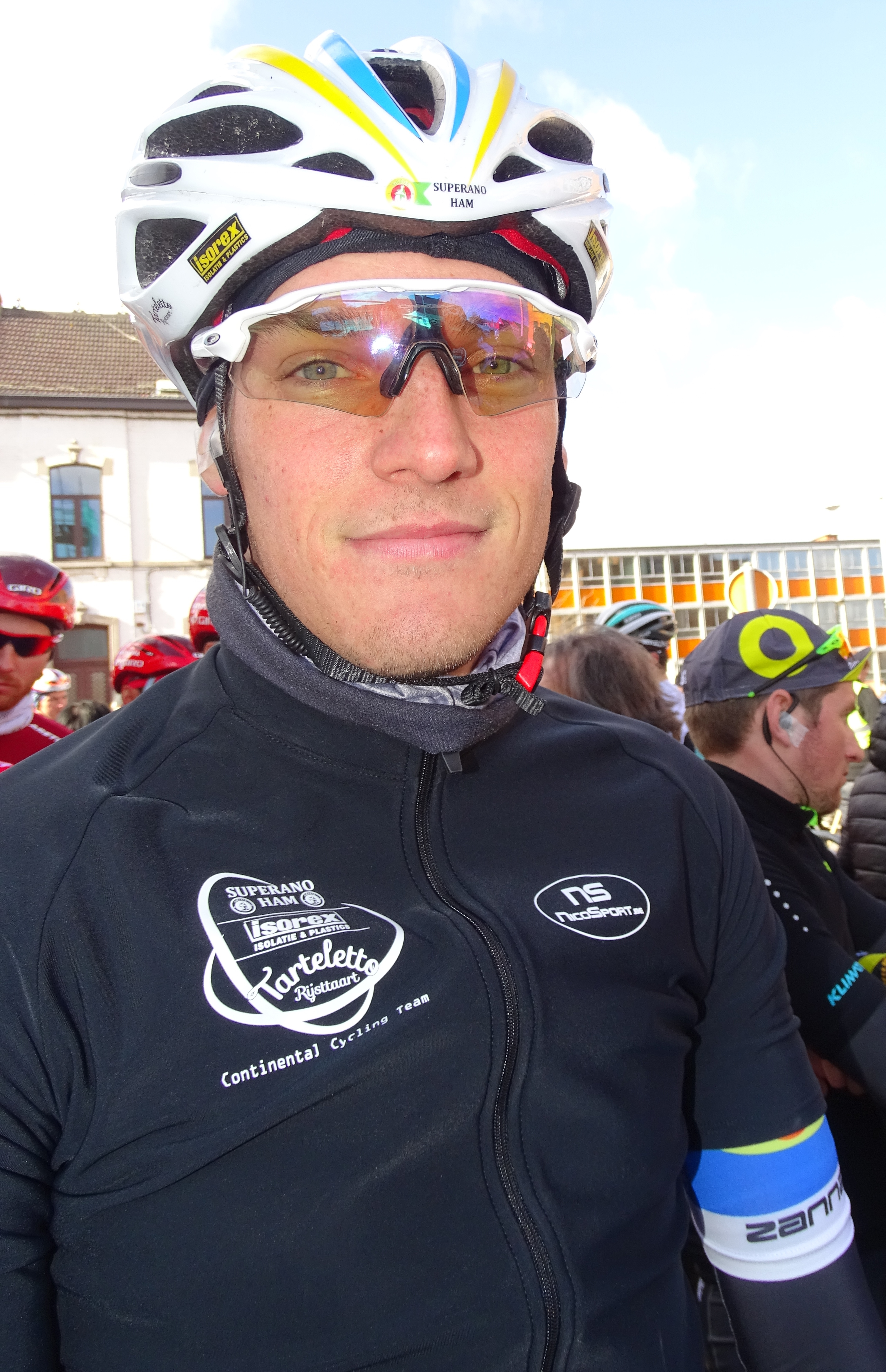
Jelle Donders.
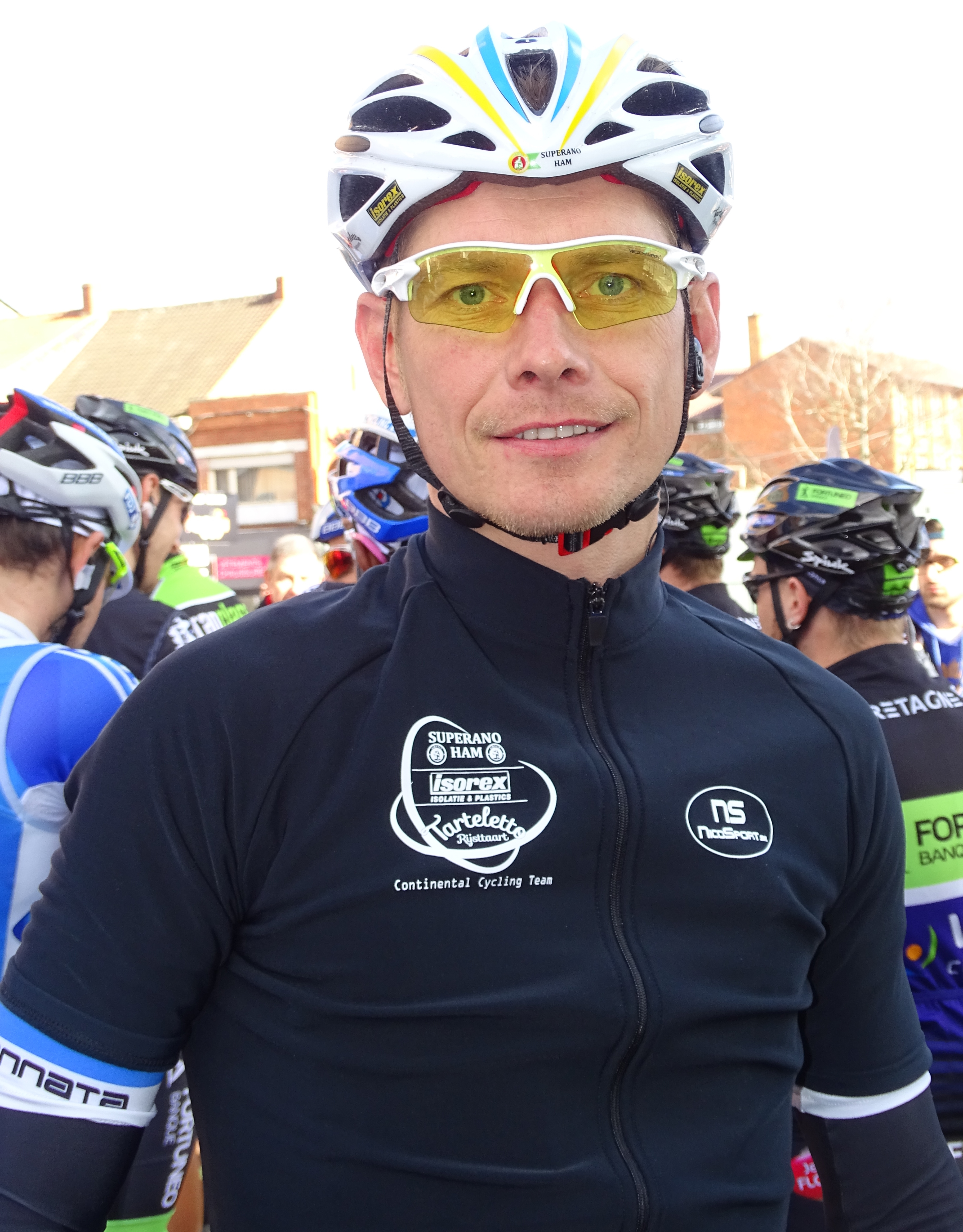
Gorik Gardeyn.
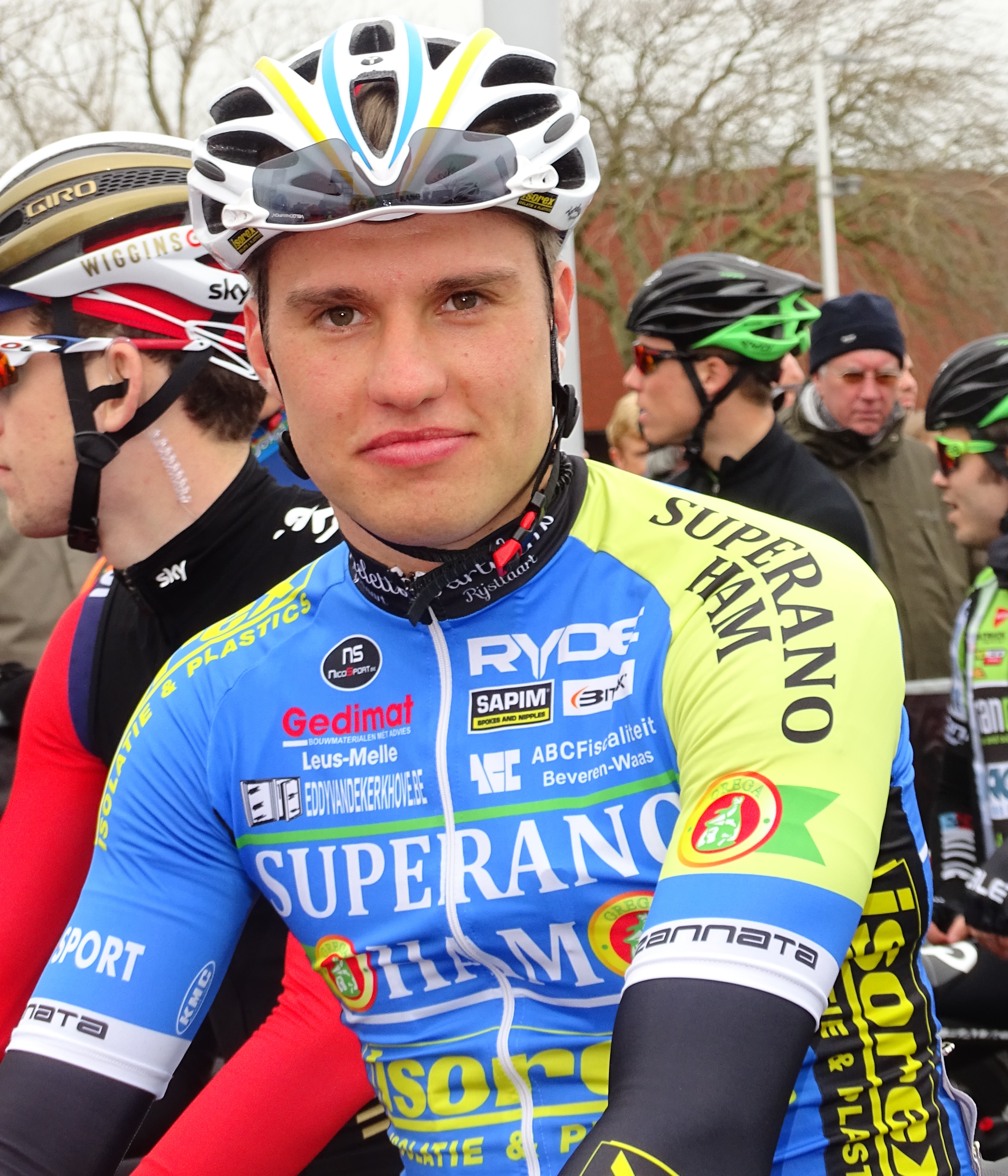
Ruben Geerinckx.
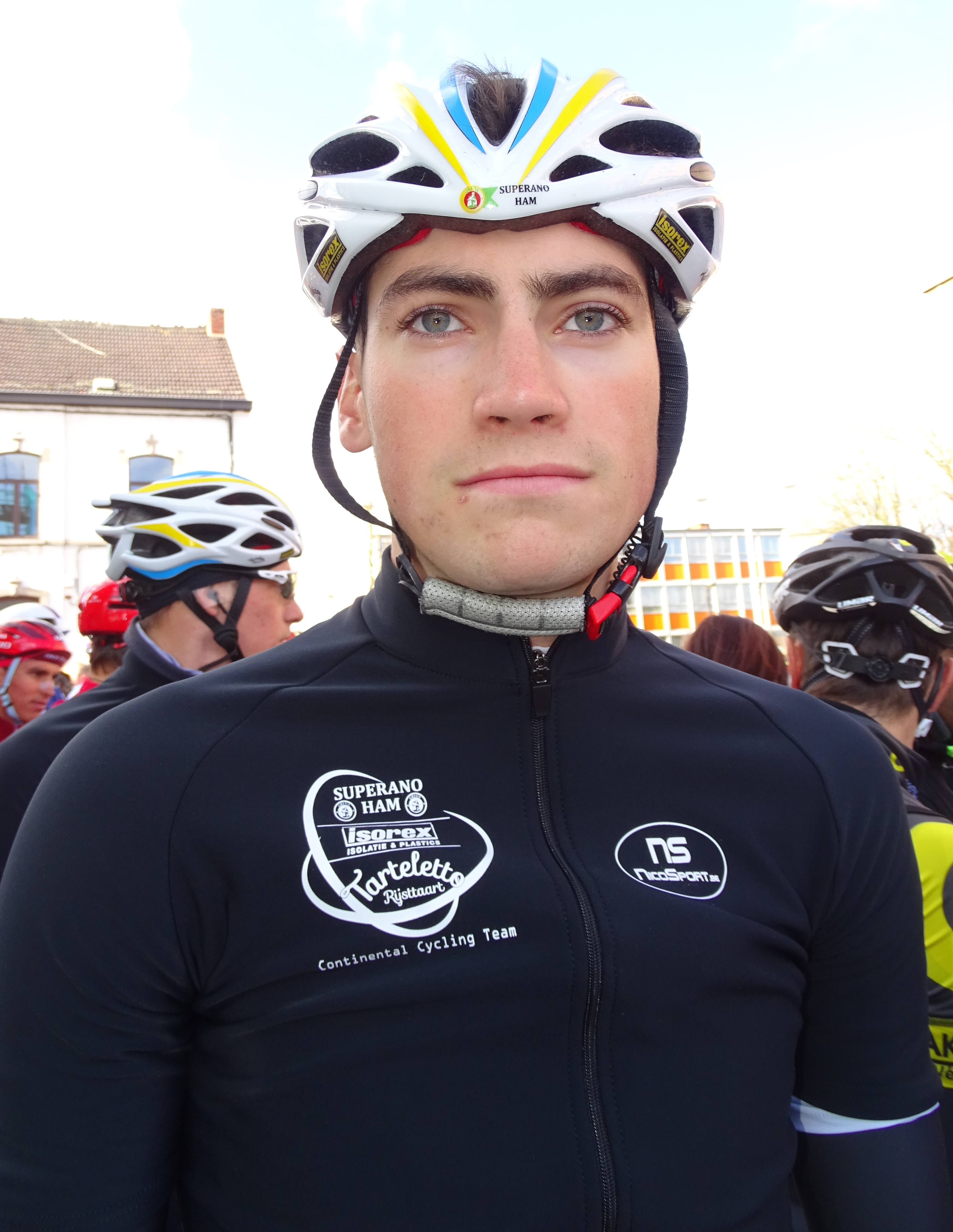
Andrew Leigh.
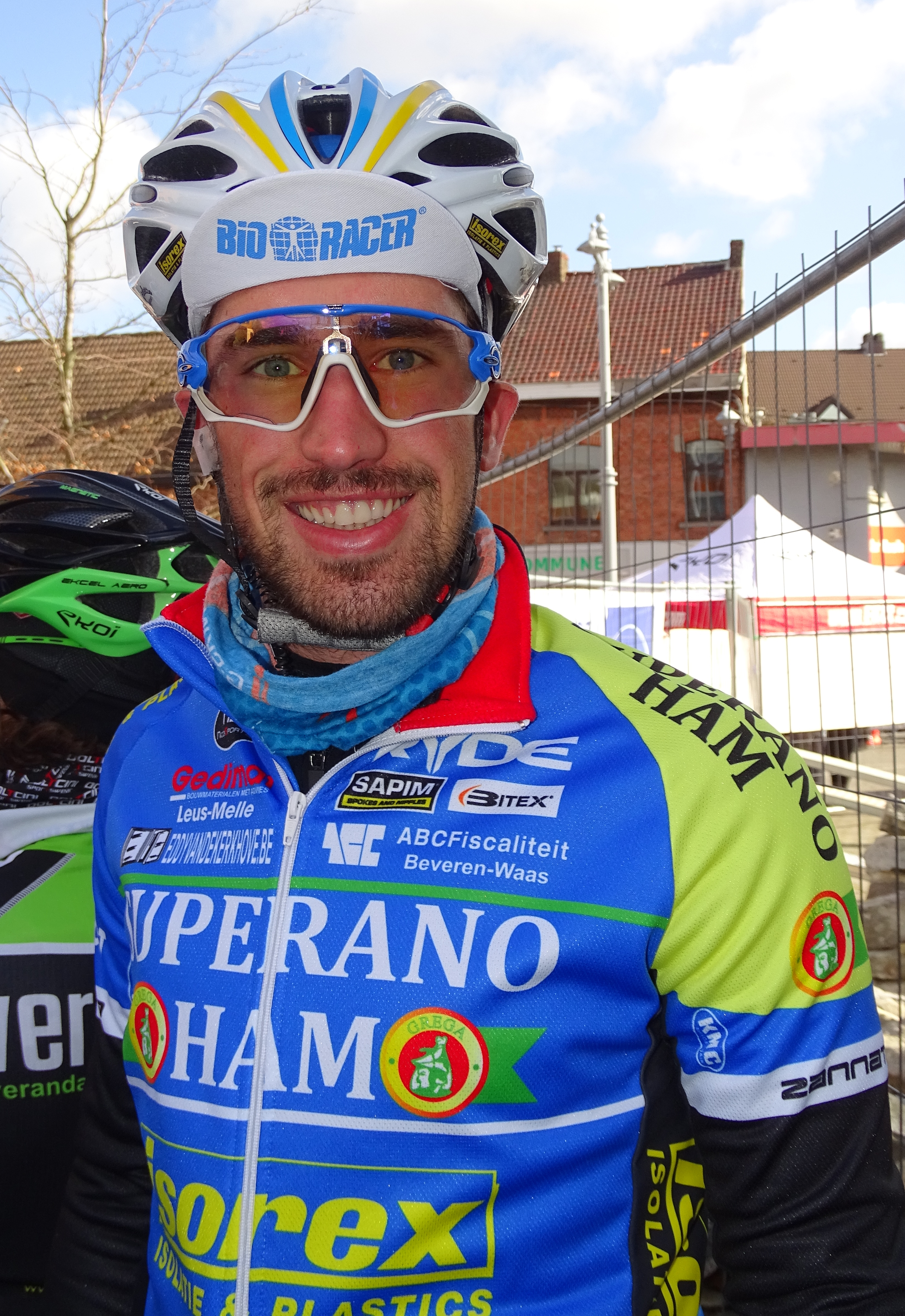
Jelle Mannaerts.
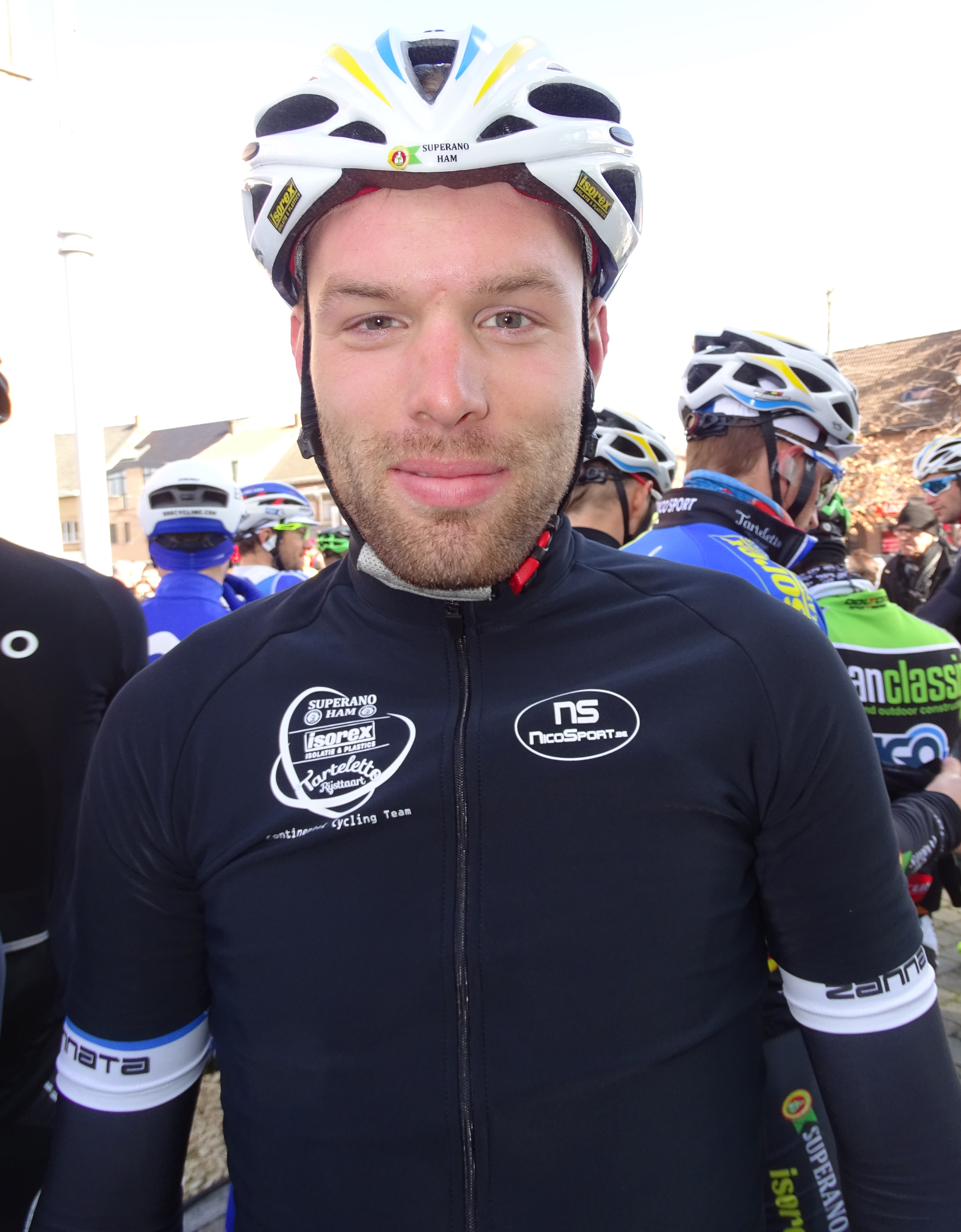
Joren Touquet.

## Bilan de la saison

### Victoires
| Date | Course | Pays | Classe | Vainqueur |
| ---- | ------ | ---- | ------ | --------- |